# Plihál Katalin
Plihál Katalin (Sárbogárd, 1948. augusztus 20.) könyvtáros, térképtörténész, tudománytörténész.

## Élete
1966-ban érettségizett Székesfehérváron, a Hunyadi Mátyás Közgazdasági Technikumban. Tanulmányi versenyeredménye alapján felvételi vizsga nélkül felvették a debreceni Kossuth Lajos Tudományegyetem földrajz-történelem szakára. 1968-ban az Eötvös Loránd Tudományegyetemre iratkozott át földrajz-könyvtár szakra. 1982-ben természeti földrajzból egyetemi doktori fokozatot, 1998-ban térképészetből PhD fokozatot szerzett. 2001-ben a BME Építőmérnöki Karán alkalmazott térinformatikusként végzett.
1971 augusztusától az Országos Széchényi Könyvtár Térképtárában dolgozott, 1995-től osztályvezetőként, majd a könyvtár különgyűjteményi igazgatójaként. Sárbogárdon él.
A magyar kartográfia történetével foglalkozik. 2007 decemberében javasolta a Zirci Ciszterci Apátság gyűjteményében lévő Willem Janszoon Blaeu által 1630-ban készített éggömb feldolgozását.
A Társadalomföldrajzi Tudományos Bizottság tagja.

## Elismerései
- 2009 Széchényi Ferenc-díj
- 2005 Szinnyei József-díj

## Művei
- 1983 Úrbéri térképek. Geodézia és Kartográfia 1983/3, 195-201
- 1984 Az Országos Széchényi Könyvtár Térképtára bemutatkozik. Térképvilág
- 1984 Kéziratos térképek az Országos Széchényi Könyvtár Térképtárában I. Önálló kéziratos térképek I/1-2. Országos Széchenyi Könyvtár, Budapest (tsz. Patay Pálné)
- 1989 Egy „ismeretlen” Wolfgang Lazius térkép. Geodézia és kartográfia 41/3
- 1990 Lázár kéziratának sorsa a megtalálástól a megjelenésig. Geodézia és Kartográfia 42/5, 372-379
- 2000 A hollandiai magyar peregrináció emléke a térképeken. Az Országos Széchényi Könyvtár Évkönyve 1994-1998
- 2002 Gróf Széchényi Ferenc térképeinek és atlaszainak katalógusa. Budapest (tsz.)
- 2003 Európa térképei 1520-2001. (tsz. Hapák József)
- 2008 A térképnyomtatás művészete a kezdetektől a 19. század végéig
- 2009 The finest illustrated maps of Hungary, 1528-1895.
- 2009 Magyarország legszebb térképei, 1528-1895.
- 2010 Magyar föld- és éggömbök. Geodézia és kartográfia 62/9 (tsz. Márton Mátyás)
- 2013 A Tabula Hungariae... Ingolstadt, 1528 - térkép és utóélete az eddigi és a jelenlegi kutatások tükrében OSZK, Kossuth Kiadó, Budapest
- 2015 Johann Baptist Homann térképei Erdélyről. Geodézia és kartográfia 67/9-10
- 2016 Nyomtatott magyar föld- és éggömbök, 1840–1990. Zrínyi, Budapest
- 2020 Kard és térkép.
- 2021 Thury György kanizsai főkapitány emléke térképeken. Hadtudomány 31/4
- 2023 Natale Angielini térképe a Felső-Tisza térségéről. Geodézia és Kartográfia 75/6